# Steinheim an der Murr
Steinheim an der Murr település Németországban, azon belül Baden-Württembergben. Lakosainak száma 12 082 fő (2023. december 31.).

## Népesség
A település népessége az elmúlt években az alábbi módon változott:
| Lakosok száma | 5464 | 6684 | 8059 | 8537 | 9585 | 10 850 | 11 152 | 11 841 | 12 114 | 12 082 |
|               | 1961 | 1967 | 1974 | 1980 | 1987 | 1993   | 2000   | 2006   | 2013   | 2023   |